# Xenistusa hexagonalis
Xenistusa hexagonalis är en skalbaggsart som beskrevs av Charles Hamilton Seevers 1941. Xenistusa hexagonalis ingår i släktet Xenistusa och familjen kortvingar. Inga underarter finns listade i Catalogue of Life.